# هيليودورس السفسطائي
هيليودورس (اليونانية: Ἡλιόδωρος) الذي يعرف أحيانا باسم «هيليودورس العربي» كان سفسطائي قديم من أصل عربي. وبرز في القرن الثالث ميلادي.
هيليودورس ولد في المقاطعة الرومانية العربية البترائية. على الرغم من قلة المعلومات المعروفه عنه، إلا أن السفسطائي اليوناني فيلوستراتوس في كتابه حياة السفسطائيين (Βίοι Σοφιστῶν) ذكر أن السفسطائي العربي هيليودورس ترك انطباعا قويا على الإمبراطور الروماني حينها كركلا.